# بورسيرة جرداء
بورسيرة جرداء (الاسم العلمي:Bursera glabra) هي نوع من النباتات تتبع جنس البورسيرة من الفصيلة البخورية.